# Route nationale 9 (Madagascar)
Pour les articles homonymes, voir Route nationale 9.
La route nationale 9 (N 9) est une route nationale s'étendant de Toliara jusqu'à Mandabe à Madagascar .

## Description
La route N 9 parcourt 350 kilomètres dans les régions de Menabe et de Atsimo-Andrefana.
Le tronçon de 107 km entre Toliara et Analamisampy a été goudronné en 2018.

### Pont du fleuve Mangoky
La traversée du fleuve Mangoky se fait actuellement par bac à perche tiré à la corde par les villageois du village de Bevoay.
Le temps de traversée varie de 1 à 4 heures selon la disponibilité du bac. En saison de pluie, l’usage du bac est arrêté à cause de l’importance de la crue, ce qui entraîne la coupure de la route N 9. Pour désenclaver la région, la construction d'un pont enjambant le fleuve Mangokyde a été décidée.
Avec ses 880 m, ce sera le plus long pont de Madagascar.
Il doit être achevé en 2023.

## Parcours
Du nord au sud:
- Mandabe
- Traversée de la rivière Maharivo (en)
- Manja
- près de Tanambao Ambony - Pont du Mangoky et Lac Ihotry
- croisement de la N 55 menant à Morombe
- Befandriana Sud
- Antanimeva
- Traversée d'une rivière près de Ambalavenoka
- Réserve naturelle de Reniala
- Ifaty
- Traversée de la Fiherenana
- Toliara  (Tuléar)

## Galerie

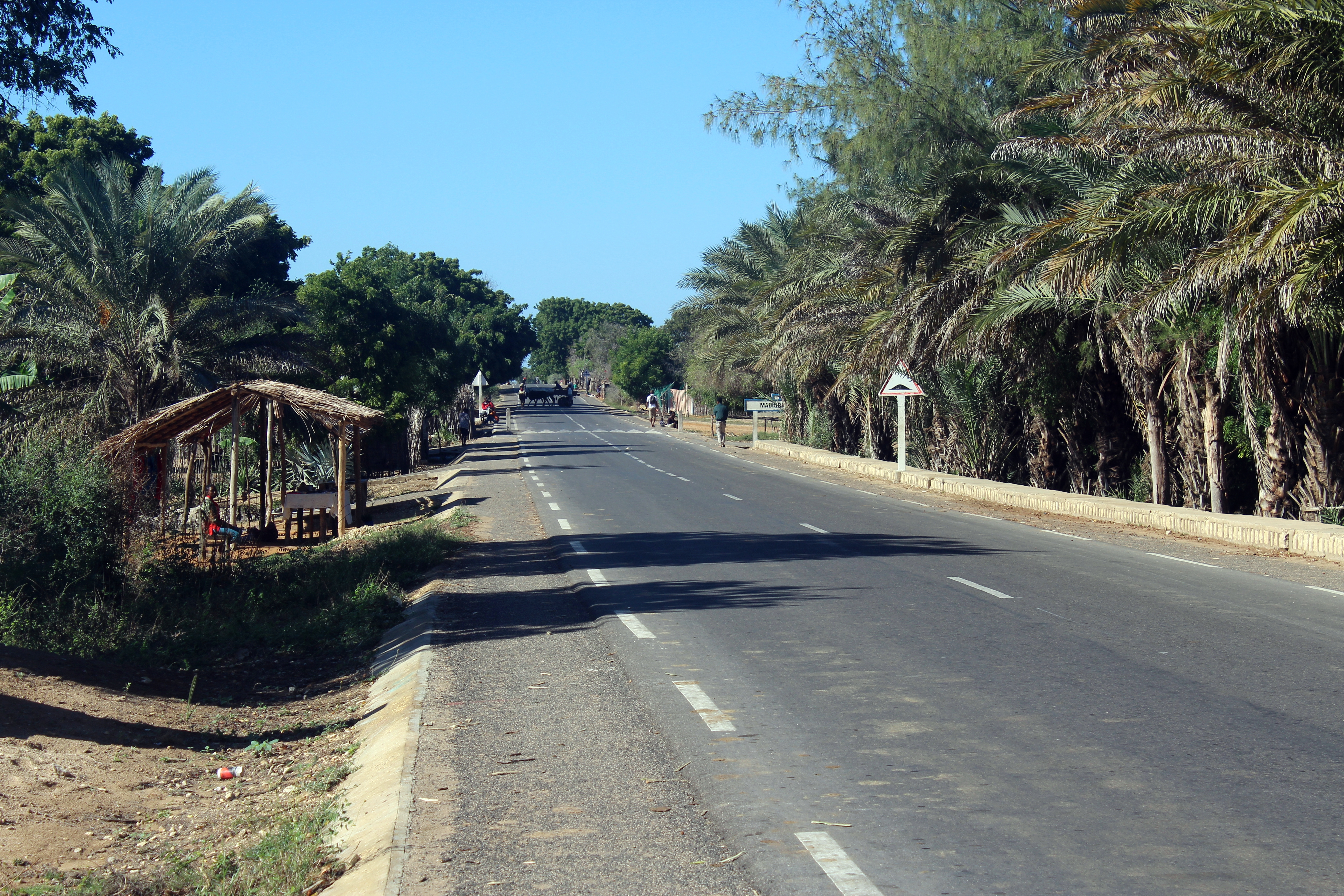
La route nationale 9, à environ 34 km au nord de Toliara.
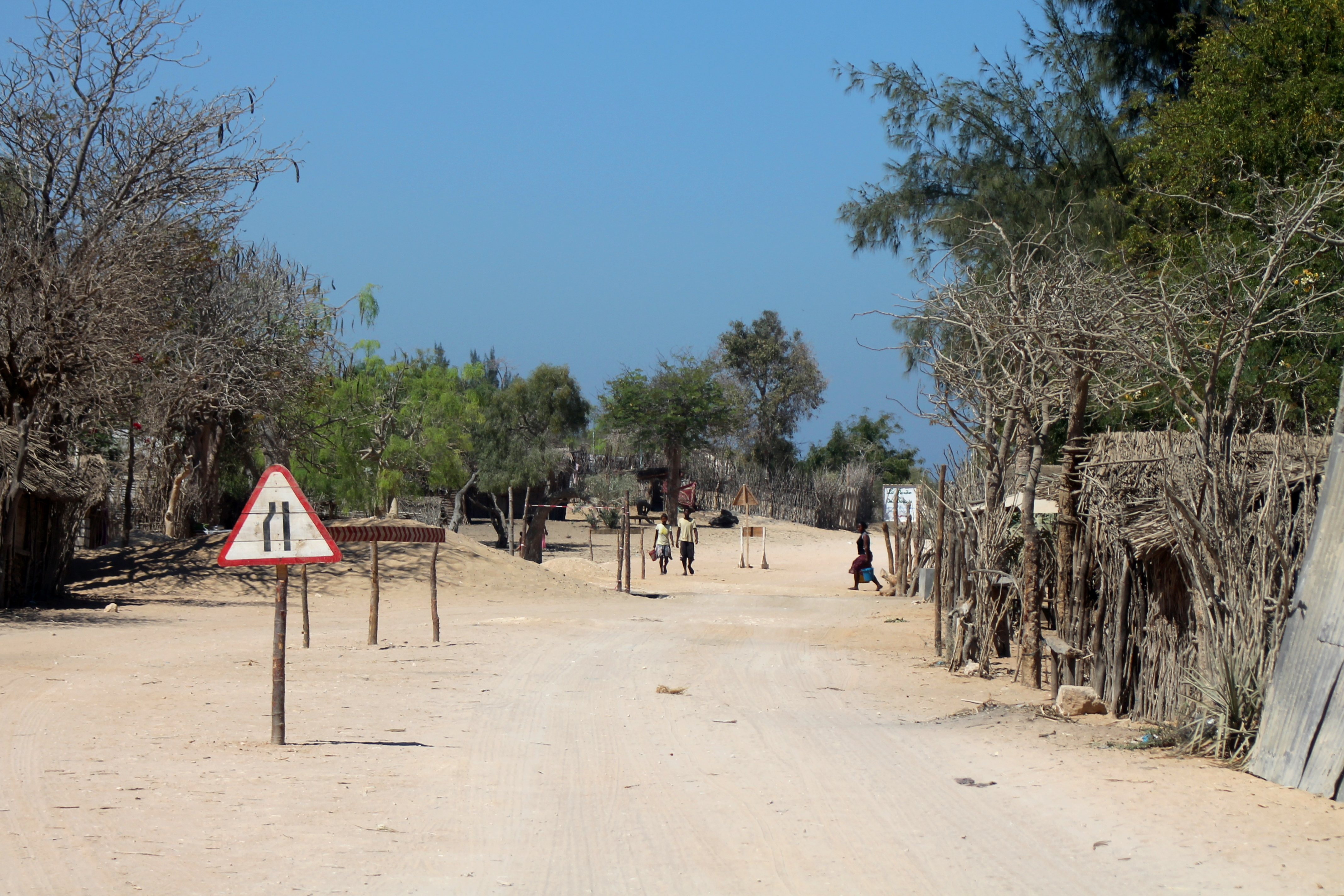
Un tronçon non goudronné de la RN 9.